# 特拉斯皮内多
特拉斯皮内多，是西班牙卡斯蒂利亚-莱昂巴利亚多利德省的一个市镇。总面积26平方公里，
2001年普查人口總數為829人，人口密度為每平方公里32人。